# 普法夫施泰特科格爾山

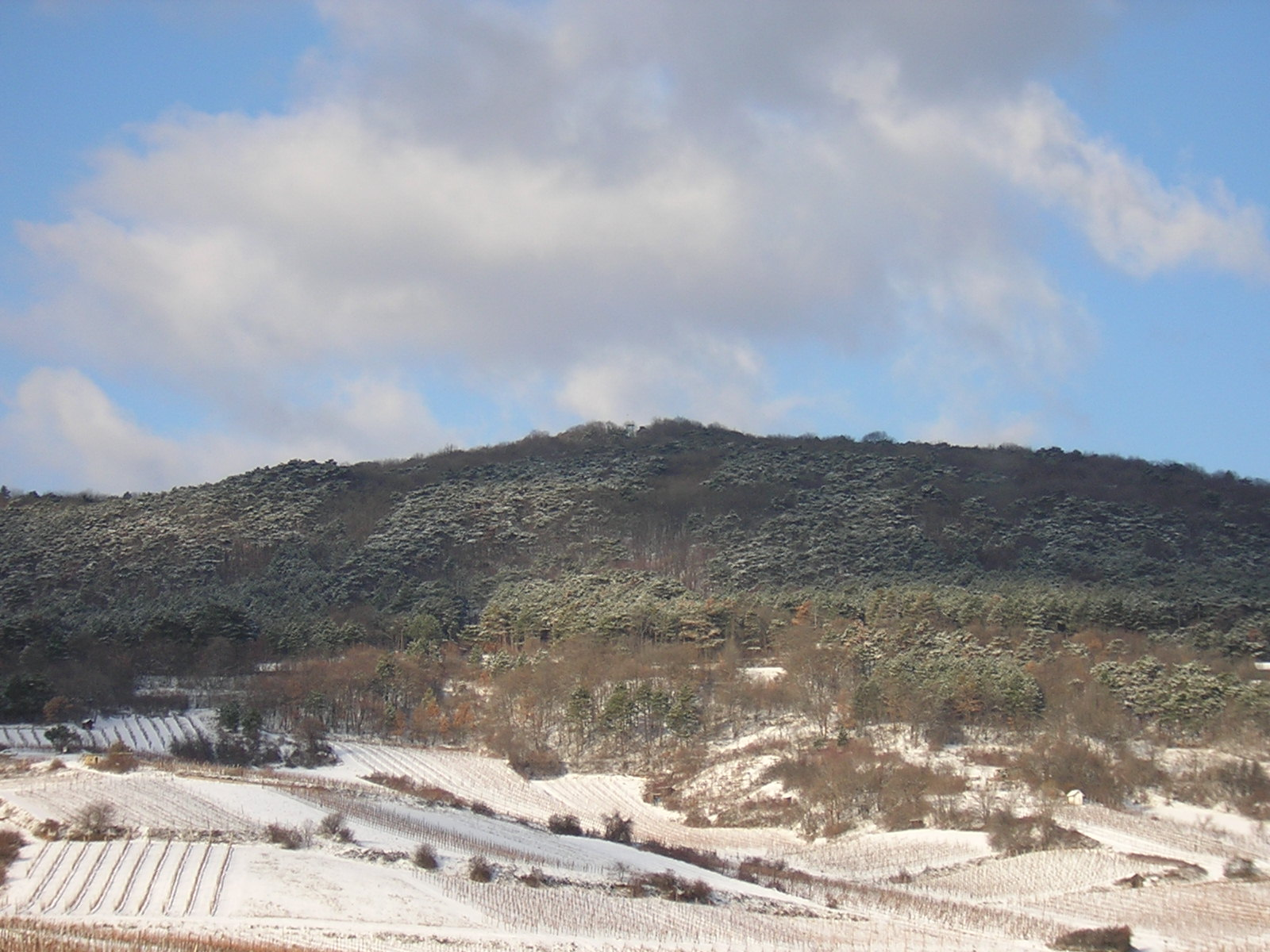

48°1′53″N 16°14′17″E / 48.03139°N 16.23806°E
普法夫施泰特科格爾山（德語：Pfaffstättner Kogel），是奧地利的山峰，位於該國東北部，由下奧地利州負責管轄，屬於維也納林山的一部分，海拔高度541米，每年平均降雨量1,074毫米。